# Niedzieliska (województwo lubelskie)
Niedzieliska – wieś w Polsce położona w województwie lubelskim, w powiecie zamojskim, w gminie Szczebrzeszyn.
Prywatna wieś szlachecka położona była na przełomie XVI i XVII wieku w ziemi chełmskiej województwa ruskiego.
W latach 1954–1959 wieś należała i była siedzibą władz gromady Niedzieliska, po jej zniesieniu w gromadzie Zawada. W latach 1975–1998 miejscowość położona była w województwie zamojskim.
Wieś jest sołectwem w gminie Szczebrzeszyn. Według Narodowego Spisu Powszechnego z roku 2011 wieś liczyła 909 mieszkańców.
| SIMC    | Nazwa      | Rodzaj    |
| ------- | ---------- | --------- |
| 0900809 | Przymiarki | część wsi |
| 0900815 | Środek     | część wsi |
| 0900821 | Wólka      | część wsi |

Wierni Kościoła rzymskokatolickiego należą do parafii św. Stanisława w Wielączy.

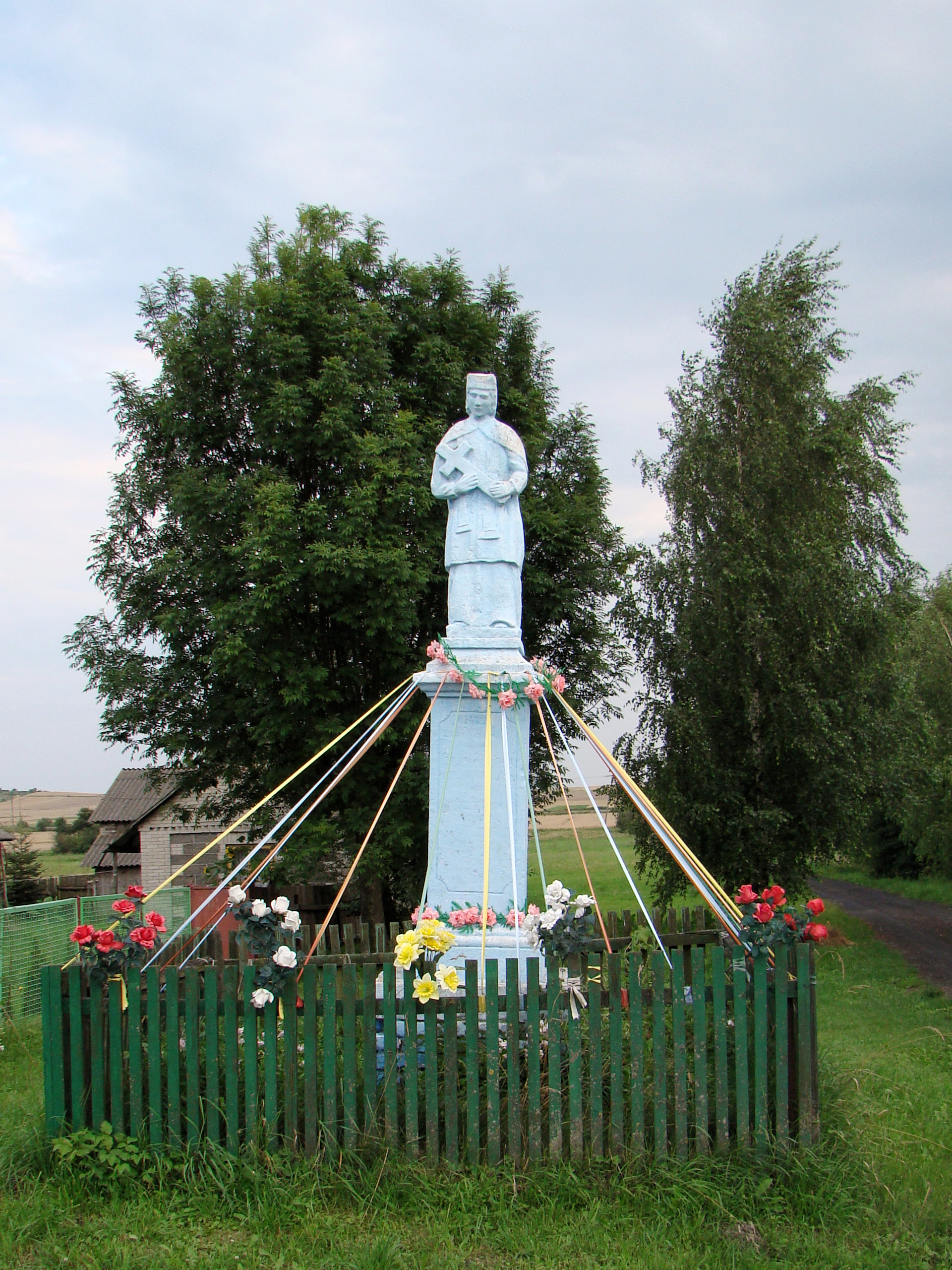
Figurka Jana Nepomucena